# Kamári (Arcadie)
Pour les articles homonymes, voir Kamári.
Kamári (grec moderne : Καμάρι) est une localité située dans le dème de Tripoli, dans le district régional d'Arcadie, dans la périphérie du Péloponnèse, en Grèce.
Selon le recensement de 2021, elle compte 210 habitants.